# Alexandra Wester
Pour les articles homonymes, voir Wester.
Alexandra Wester (née le 21 mars 1994 en Gambie) est une athlète allemande, spécialiste du saut en longueur.

## Biographie
Elle est une ancienne mannequin. Elle arrive en Allemagne à l'âge de 3 ans. Sa mère est gambienne et son père allemand. Elle a une grande sœur et un petit demi-frère.
Le 13 février 2016, à Berlin, Alexandra Wester établit une nouvelle meilleure performance mondiale de l'année à 6,95 m, améliorant son record personnel de 23 centimètres.
Le 10 février 2017, elle atteint les minima pour les Championnats d'Europe en salle de Belgrade en réalisant 6,71 m, devancée par Ivana Španović (6,87 m, WL) et Claudia Salman (6,76 m, PB). Elle devient vice-championne d'Allemagne 9 jours plus tard avec 6,48 m, battue de nouveau par Claudia Salman (6,72 m). Lors de l'Euro en salle, elle se qualifie pour la finale et y prend la 8e place avec 6,53 m.
Le 21 mai à Garbsen, elle égale son record personnel en plein air de 6,79 m et réalise ainsi les minima pour les Championnats du monde de Londres. Elle confirme avec 6,75 m à Weinheim le 27 mai.

## Palmarès
| Date | Compétition                    | Lieu       | Résultat | Marque |
| ---- | ------------------------------ | ---------- | -------- | ------ |
| 2016 | Championnats du monde en salle | Portland   | 6e       | 6,67 m |
| 2016 | Championnats d'Europe          | Amsterdam  | 7e       | 6,51 m |
| 2017 | Championnats d'Europe en salle | Belgrade   | 8e       | 6,53 m |
| 2018 | Championnats du monde en salle | Birmingham |          |        |

## Records
| Épreuve          | Épreuve   | Performance | Lieu                  | Date                    |
| ---------------- | --------- | ----------- | --------------------- | ----------------------- |
| Saut en longueur | Plein air | 6,79 m      | Oberteuringen Garbsen | 5 juin 2016 21 mai 2017 |
| Saut en longueur | Salle     | 6,95 m      | Berlin                | 13 février 2016         |